# August Horch
August Horch (n. 12 octombrie 1868, Winningen, Renania-Palatinat, Germania – d. 3 februarie 1951, Münchberg, Regatul Bavariei, Germania) a fost un inginer german și pionier al automobilului, fondatorul gigantului de producție care va deveni în cele din urmă Audi.

## Legături externe
- Materiale selecționate din ziare despre  August Horch în 20th Century Press Archives din cadrul Bibliotecii Naționale de Economie din Germania (ZBW)